# طواف ليمبورغ 2015
طواف ليمبورغ 2015 (بالهولندية: Ronde van Limburg 2015 )‏ هو سباق دراجات هوائية، وهو الموسم رقم 64 من نفس السباق، وأقيم في 14 يونيو 2015، وامتدّ لمسافة 199 كيلومتر، وهو أحد سباقات طواف أوروبا للدراجات 2015، وهو من نوع سباق يوم واحد، وقد شارك في السباق 136 متسابقاً، ووصل إلى نهايته 72 متسابقاً.
فاز فيه بالمركز الأول بيورن لوكيمانز، وبالمركز الثاني ديميتري كلايس، وبالمركز الثالث Wouter Mol ‏.

## الفرق
| فريق عالمي- Lotto-Soudal فرق قارية محترفة (4)- رومبوت تشارلز ‏ - غازبروم روسفيلو ‏ - سبورت فلاندرين بالويس 2015 ‏ - Wanty-Groupe Gobert فرق قارية (13)- BKCP-Powerplus - Team Metalced ‏ - سوبرانو هام ايزوريكس ‏ - ERA–Circus ‏ - Team Differdange–Geba ‏ - Delta Cycling Rotterdam ‏ - ميتك-تي كي إتش مانتيل 2015 ‏ - Parkhotel Valkenburg CT ‏ - بوديسول يوروميليونز بول كونتيننتال والون 2015 ‏ - Pauwels Sauzen–Vastgoedservice ‏ - Veranclassic–Ago ‏ - فيرانداس ويلمز 2015 ‏ - بنجوال باوليز ساوكس دبليو بي ‏ |  |
| |  |

## وصلات خارجية
- الموقع الرسمي